# گیت‌وی (کلرادو)
گیت‌وی (به انگلیسی: Gateway) یک منطقهٔ مسکونی در ایالات متحده آمریکا است که در شهرستان میسا، کلرادو واقع شده‌است.